# Karel Paulus
Karel Paulus   (Dolní Brusnice, 3 de gener de 1933 - Bílá Třemešná, 31 d'octubre de 2003) fou un jugador de voleibol txec que va competir sota bandera txecoslovaca durant les dècades de 1950 i 1960.
El 1964 va prendre part en els Jocs Olímpics de Tòquio, on guanyà la medalla de plata en la competició de voleibol. En el seu palmarès també destaquen una medalla d'or (1956) i dues de plata (1960 i 1962) al Campionat del Món de voleibol, i dues d'or al Campionat d'Europa, el 1955 i 1958. A nivell de clubs guanyà cinc lligues txecoslovaques. Posteriorment va exercir d'entrenador en diversos equips txecs.